# Altes Helmholtz
Koordinaten: 51° 10′ 16″ N, 6° 55′ 49,3″ O

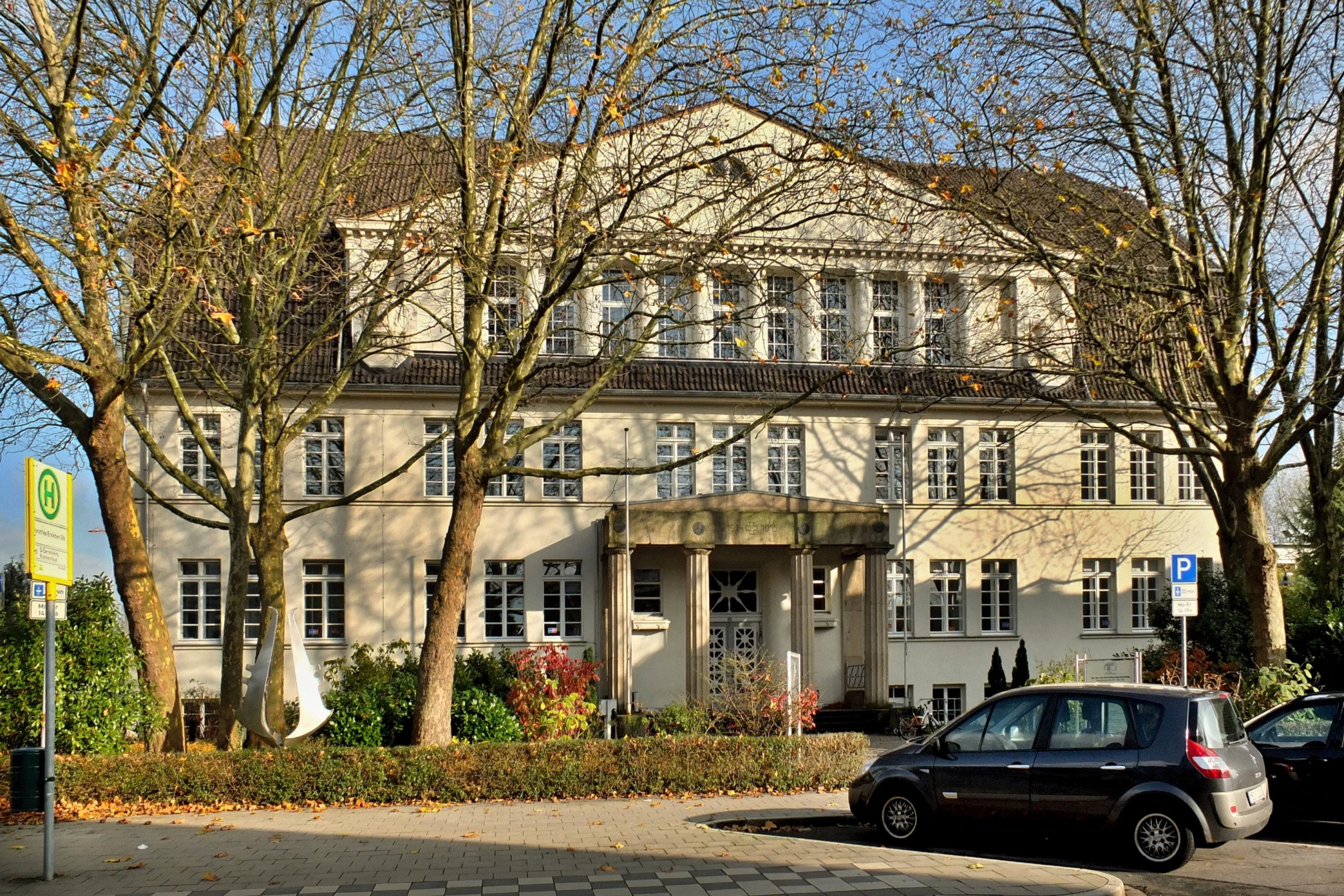
„Altes Helmholtz“ in Hilden

Das „Kultur- und Weiterbildungszentrum Altes Helmholtz“ in Hilden, Gerresheimer Straße 20/20a/20b, wurde am 6. November 2004 eröffnet. Es umfasst die Musikschule Hilden und die Volkshochschule Hilden-Haan sowie das Stadtarchiv Hilden, den Stadtverband der Musiker und Sänger, die Freizeitgemeinschaft Behinderte und Nichtbehinderte und die Jugendkunstschule KuKuK. Untergebracht sind die Musikschule und die Volkshochschule in dem 1913–1915 erbauten, unter Denkmalschutz stehenden ehemaligen Schulgebäude Gerresheimer Straße 20; für die anderen Institutionen wurden die angrenzenden zwei „Würfel“ Gerresheimer Straße 20a und 20b erbaut.

## Geschichte

### Nutzung des Gebäudes als Schule
1912 gewann der Barmer Architekt Peter Klotzbach den Architektenwettbewerb für den Neubau einer Schule. Im August 1913 war Baubeginn, am 26. Januar 1915 wurde der Neubau auf dem Grundstück Gerresheimer Straße 20 als „Pflanz- und Pflegstätte deutschen Geistes“ eingeweiht. Am 27. Januar 1915 zog die am 13. April 1910 eröffnete Realschule in das neue Gebäude um. Sie war nach ihrer Errichtung zunächst im Gebäude der evangelischen Volksschule Schulstraße und ab 1912 im Schulgebäude der ehemaligen katholischen Mädchenschule an der Heiligenstraße untergebracht.
Als Folge des Ersten Weltkriegs beschlagnahmten schottische Soldaten im Rahmen der Alliierten Rheinlandbesetzung das Gebäude und nutzten es vom 17. Dezember 1918 bis 31. Oktober 1919 als Kaserne. Erst danach konnte es wieder durch die städtische Realschule genutzt werden. 1922 wurde die Realschule in Helmholtz-Realschule umbenannt, ab 1923 Helmholtz-Oberrealschule. Anlass der Benennung war der 100. Geburtstag des Physikers Hermann von Helmholtz am 31. August 1921. Eine weitere Umbenennung erfolgte 1936, nun in „Helmholtz-Schule, städtische Oberschule für Jungen“.
Im Zweiten Weltkrieg wurde der Schulbetrieb erneut unterbrochen. Die Wehrmacht nutzte das Gebäude ab 28. Februar 1945 als Lazarett. Nachdem am 16. Mai 1945 US-amerikanische Truppen in Hilden einmarschiert waren, nutzten diese das Gebäude als Kaserne. Der Unterricht der Helmholtz-Schule fand solange im Jugendhaus am Hagelkreuz statt. Ab 15. Oktober 1945 fand der Schulbetrieb wieder im Gebäude an der Gerresheimer Straße statt.
1946 bekam die Schule den Namen Helmholtz-Gymnasium. Nach den schweren Nachkriegsjahren half 1951 eine Spende des Unternehmers und späterem Ehrenbürgers Walter Wiederhold dem Gebäude und der Schule aus der Not. 1974 zog das Helmholtz-Gymnasium in einen Neubau am Holterhöfchen.
Ab 1975 wurde das alte Gebäude nach einem Umbau von der Theodor-Heuss-Hauptschule genutzt. Von September 1987 bis 1. August 2001 befand sich im Gebäude eine Zweigstelle der Berufsschule Kreis Mettmann.

### Umnutzung des Gebäudes zum Kultur- und Weiterbildungszentrum
Im Oktober 1998 wurde das Schulgebäude unter Denkmalschutz gestellt und damit in die Liste der Baudenkmäler in Hilden aufgenommen. Am 31. Januar 2001 erfolgte der Beschluss, das Gebäude in ein Kultur und Weiterbildungszentrum umzugestalten. 2001 wurde das Grundstück samt Gebäude an die Grundstücksgesellschaft der Stadtwerke Hilden verkauft, die Stadt Hilden wurde Mieter. Nach Umbau eröffnete am 6. November 2004 das Kultur- und Weiterbildungszentrum „Altes Helmholtz“.

## Kultur- und Weiterbildungszentrums „Altes Helmholtz“

### Musikschule Hilden
Im Gebäude Gerresheimer Straße 20 kann die Musikschule Hilden (MSH) 21 gut ausgestattete Unterrichtsräume nutzen. Im 199 Zuschauer fassenden Heinrich-Strangmeier-Saal im Dachgeschoss des „Alten Helmholtz“ finden Orchester- und Chorproben sowie Vorspiele und Konzerte statt. Das „Alte Helmholtz“ ist Dreh- und Angelpunkt für musikbegeisterte Kinder, Jugendliche und Erwachsene.

### Volkshochschule Hilden-Haan
Die Volkshochschule Hilden-Haan (VHS) ist ein seit 1976 bestehender Zweckverband, der aus den vorherigen Volkshochschulen der Städte Hilden und Haan gebildet wurde. Im „Alten Helmholtz“ stehen der VHS zwei große Unterrichtsräume, ein EDV-Raum mit 20 Arbeitsplätzen sowie ein kleiner Unterrichtsraum zur Verfügung. Im Jahr 2015 führte die VHS 800 Veranstaltungen mit über 15.000 Unterrichtsstunden durch. Daran nahmen fast 10.000 Bildungsinteressierte teil. Die Kurse sind gegliedert in die Fachbereiche: Weltansichten, Kunst-voll, Gesundes Leben, Verständigung, Weiterkommen, Zweite Chance-Wiedereinstieg, Junge VHS und Aktiv älter werden.

### Stadtarchiv Hilden
Das 1947 eingerichtete Stadtarchiv Hilden zog 2004 in den ersten „Würfel“ des Kultur- und Weiterbildungszentrums „Altes Helmholtz“, Gerresheimer Straße 20a. Es verfügt über historische Bestände zur Entwicklung Hildens vom agrarisch geprägten Dorf bis zur Industriestadt. Die Übernahme und Sicherung von Akten aus der eigenen Verwaltung gehört zu den Kernaufgaben des Stadtarchivs. Das Stadtarchiv lagert die Akten in zwei Rollregalanlagen im Keller. Ein Großteil der Akten liegt digitalisiert vor.
Das Archiv ist bestrebt, als Wissensspeicher und Informationsforum das gesamte Geschehen in der Stadt zu dokumentieren und sammelt Dokumente aus Politik, Wirtschaft, Kirche, Vereinsleben und Presse. Das Stadtarchiv verfügt über eine Präsenzbibliothek mit Literatur über Hilden zu historischen Themen. Seit März 2009 hat das Stadtarchiv auch die Aufgabe der Auskunftserteilung aus Personenstandsregister, Eheregister, Geburtenregister und Sterberegister übernommen.

### Jugendkunstschule KuKuK
Die städtische Jugendkunstschule Kukuk bietet im „Würfel“ Gerresheimer Straße 20a Kurse einmal für Vorschulkinder und für Kinder der Grundschule an. Bei anderen Kursen sind die 10- bis 14-Jährigen angesprochen. Beim Kurs „Spielerische Kreativität hat jeder“ wird nach Musik gemalt und erzählte Geschichten werden in Bildern umgesetzt. Beim Kurs „Malen, drucken, experimentieren“ entstehen mit Pinseln Natur-, Märchen- und Tierbilder. Beim Kurs „Probier Papier!“ zeichnen, malen, kleben, schneiden, reißen oder falten die Kinder das Papier zu individuellen Kunstwerken.

### Stadtverband der Musiker und Sänger Hilden e. V.
Im Stadtverband der Musiker und Sänger Hilden e. V. sind zusammengeschlossen der Chor 24, die Kabarettgruppe fettweg, das Harmonikaorchester Notenzauber und der Shanty-Chor Rheingold. Sie proben im zweiten „Würfel“ des „Alten Helmholtz“, Gerresheimer Straße 20b.

### Freizeitgemeinschaft Behinderte und Nichtbehinderte
Die Freizeitgemeinschaft Behinderte und Nichtbehinderte wurde im Jahre 1972 als Verein zur Selbsthilfe von Menschen mit Behinderung gegründet. In der Geschäftsstelle Gerresheimer Straße 20b laufen die Fäden des Vereins Freizeitgemeinschaft Behinderte und Nichtbehinderte e. V. Hilden zusammen. Die Unterstützung von Menschen mit Behinderung und die Bereitstellung von barrierefreien Freizeitangeboten ist ihre zentrale Aufgabe.

### Itterbühne
Die Laientheatergruppe Itterbühne ist ein fester Bestandteil des Kulturlebens in Hilden. Im Heinrich-Strangmeier-Saal führt sie Lustspiele und Schwänke auf.